# 里帕布利克鎮區 (密歇根州)
里帕布利克鎮區（英語：Republic Township）是位於美國密歇根州馬凱特縣的一個行政鎮區。

## 地方資料
里帕布利克鎮區的面積為309.63平方千米，當中陸地面積為288.55平方千米，而水域面積為21.08平方千米。根據2020年美國人口普查的數據，當地共有人口994人，而人口密度為每平方千米3.21人。